# Astacidea
Astacidea é uma infra-ordem famosa por conter dentre sua imensa diversidade as lagostas e lagostins, alguns dos decápodes mais conhecidos e grandes exemplos desse grupo. A ordem Decapoda, da qual ela pertence, forma o táxon com maior riqueza dos Crustaceas (subfilo e logo abaixo do filo Arthropoda), contendo cerca de 15 mil espécies, de modo a incluir animais famosos e comuns em diversos cotidianos como camarões, caranguejos e as lagostas.
Esta infra-ordem pode ser dividida em três superfamílias: Astacoide, Parastacoidea e Nephoropoidea. Um hábito comum e conhecido para esses animais é a escavação e construção de galerias, além das características quelípedes, primeiro par de quelas em forma de pinça. Além disso, esse grupo engloba animais que podem ser encontrados em diversas regiões do globo terrestre, tendo uma grande diversidade de habitats (rios, lagos, mares e até mesmo galerias terrestres). Possuem grande importância econômica, social e ambiental, já que são grandes representantes na dieta de diversos países, bem como são essenciais na estruturação e funcionalidade de diversos ecossistemas aos quais eles estão inseridos.

## Taxonomia e Distribuição

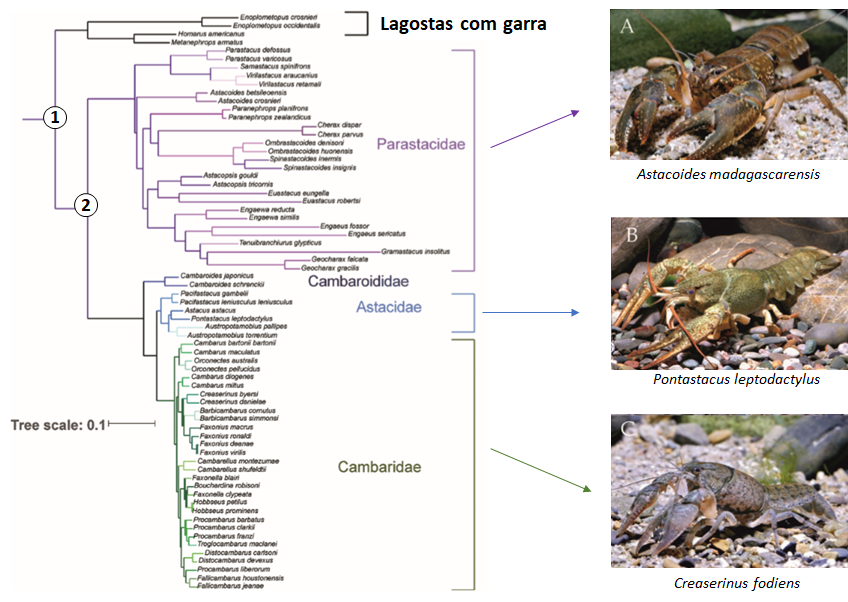
Filogenia da infra-ordem Astacidea. Preto: família característica de água salgada (Lagostas com garra); roxo, azul e verde: famílias de água doce, Parastacidae, Astacidae e Cambaridae, respectivamente, com espécies representantes ao lado. (1) evento de separação entre os indivíduos de água salgada e de água doce; (2) evento de separação de espécies de distribuição pelo hemisfério norte e sul. Imagem alterada de Crandall et al. (2017).

Astacidea é uma infraordem monofilética conhecida por agrupar as famosas lagostas e lagostins de água doce (Freshwater crayfish). Ela é dividida em três superfamílias, duas características de água doce, a Astacoidea, organismos com distribuição restrita ao hemifério norte e a Parastacoidea, com distribuição majoritária do hemisfério sul; e uma marinha, a Nephoropoidea, que contém as chamadas lagostas com garra. A superfamília Astacoidea ainda agrupa duas famílas: Astacidea e Cambaridae, sendo que a primeira possui representantes na Europa, enquanto a última é a maior dentre todas e nativa da América do Norte (mais de 400 espécies) e leste da Ásia (4 espécies). No caso da Parastacoidea, esta possui uma única família, a Parastacidae, com espécies nativas na Austrália, Madagascar e América do Sul.

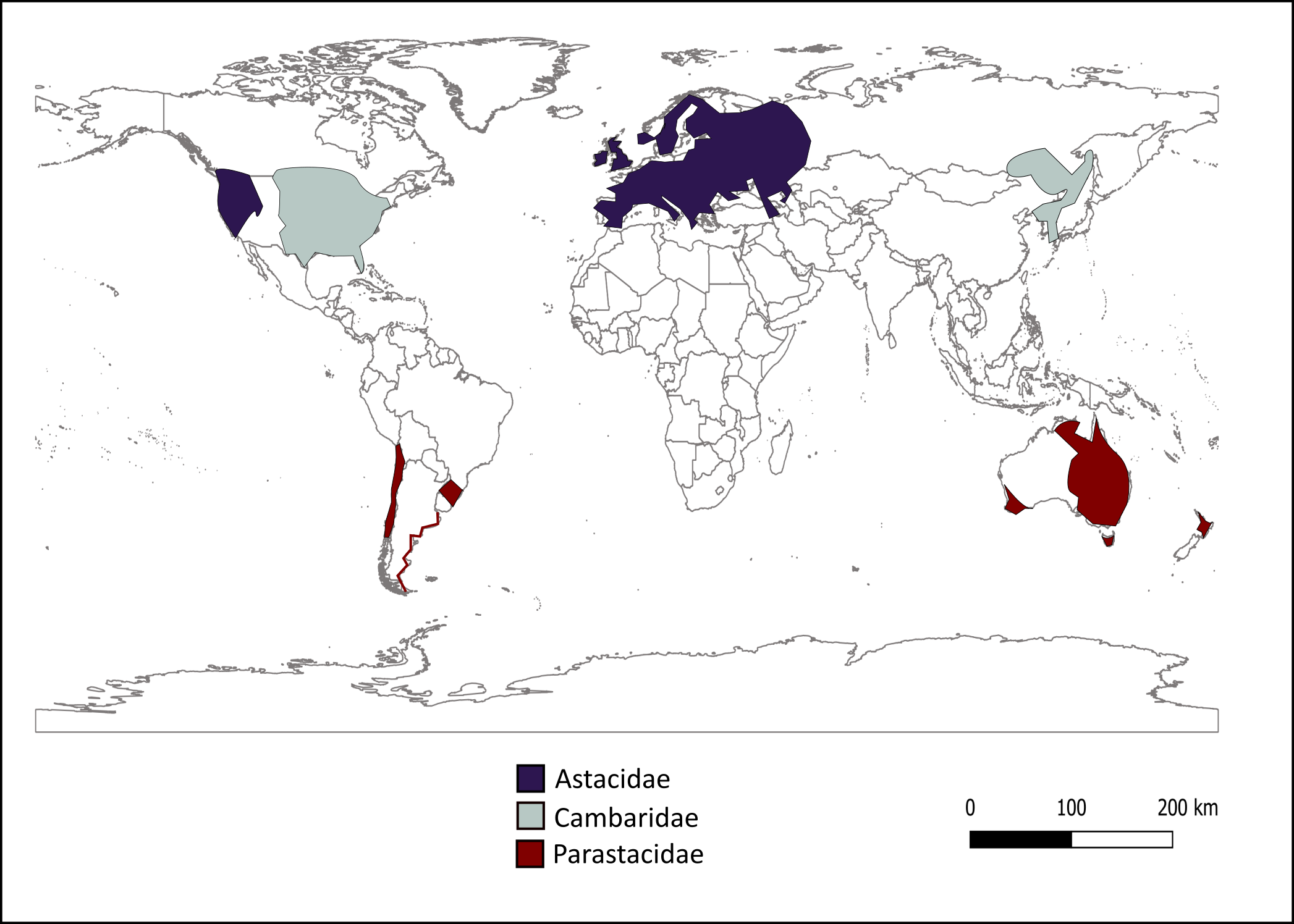
Distribuição das espécies nativas das famílias Astacidae, Cambaridae e Parastacidae, alterada de Kawai & Cumberlidge, 2016

Além disso, é possível notar que ocorreu uma significativa separação entre os indivíduos de água salgada e de água doce (1), bem como entre representantes do hemisfério norte (Astacidae e Cambaridae) e do hemisfério sul (Parastacidae) (2). A família Cambaroididae ainda está em discussão sobre a sua posição na filogenia, de modo a se inferir que ela seria grupo basal de Astacidae.
Assim, é possível observar que há representantes da ordem Astacidea por todo o globo terrestre, com exceção na Antártica e da África (excluindo-se Madagascar), sendo que a maior diversidade de espécies ocorre em latitudes maiores, ou seja, em regiões de clima temperado, tanto para o hemisfério norte quanto para o sul. Entretanto, as áreas de maior riqueza são encontradas nos Estados Unidos e no México, ao leste das Montanhas Rochosas, com 432 espécies de apenas uma família, a Cambaridae, representando um significativo hotspot para esse grupo.

## Morfologia Geral

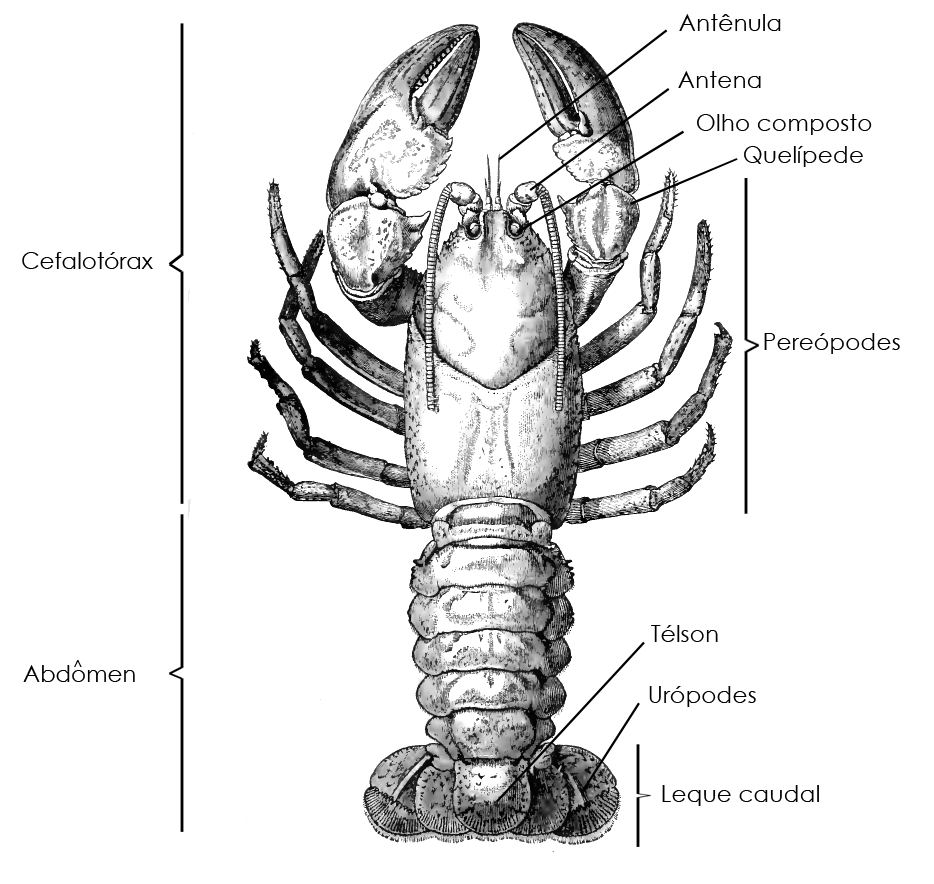
Esquema geral das estruturas morfológicas externas de um Astacidea (na ilustração, trata-se de um Astacoidea).

Assim como a maioria dos Crustáceos, os representantes do grupo Astacidea apresentam um corpo dividido em duas regiões principais, o cefalotórax e o abdome, pela sua vista dorsal. Somente pela vista ventral, é possível verificar que o cefalotórax apresenta cinco segmentos anteriores, ou segmentos cefálicos, e oito segmentos mais posteriores, ou segmentos torácicos.
Na região cefálica, encontram-se dois pares de antenas, sendo que o primeiro par de antenas, ou também chamado de antênula, apresentam dois flagelos, com funções de quimiorrecepção e mecanorrecepção, enquanto que o segundo par de antenas apresenta um único segmento, mais alongado. A mandíbula é assimétrica, voltada para a região ventral, com alto grau de esclerotização.

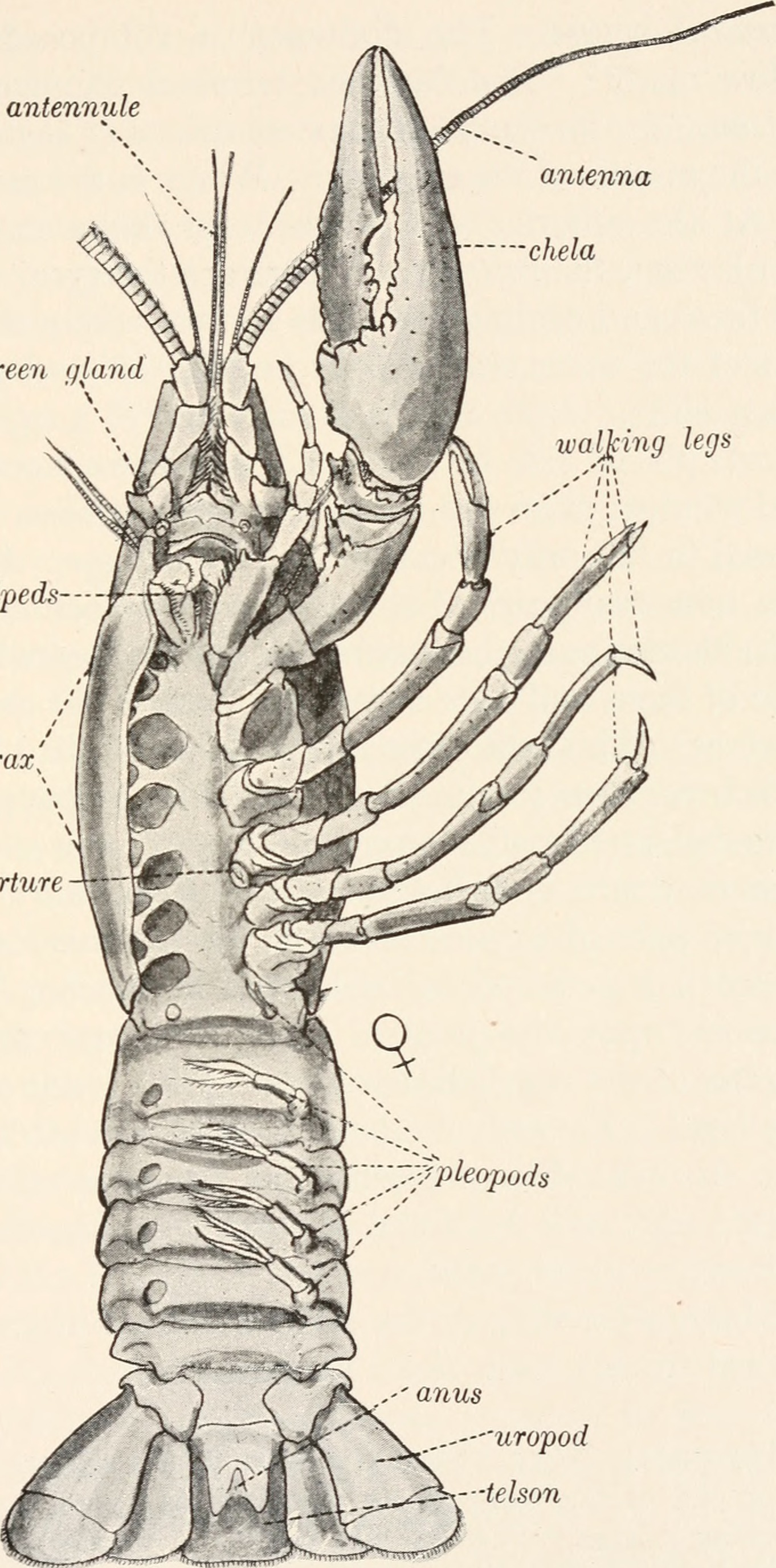
Ilustração da vista ventral de uma lagosta (Astacidea)

Na região torácica, apresentam oito pares de segmentos. Os três primeiros pares, chamados de maxilípides, são mais curtos, e terminam com um formato de gancho, geralmente associados com a manipulação do alimento. Já nos cinco últimos segmentos, chamados de pereópodes, apresentam duas formas principais, em que os três primeiros pares são quelados, ou seja, em forma de pinça, sendo que o primeiro par de quelas, que recebe o nome de quelípede, é bem maior que os demais, conferindo uma das características mais marcantes desse grupo de Crustáceos. A quela maior é bem desenvolvida, com um dedo móvel, ou dáctilo, que se fecha junto a um dedo fixo, e tem função principalmente associada com a captura de alimento, comportamento de defesa ou ataque, podendo também ser usada na conquista de parceiros sexuais. Já os dois pares seguintes de segmentos, o 2º e 3º pereópodes, são menores e também são quelados, e estão principalmente associadas com a manipulação de alimento, auxílio na locomoção e limpeza do corpo. Por fim, os dois últimos pereópodes não são quelados, e apresentam uma terminação numa estrutura de unha, com função principalmente locomotora. O quinto par de pereópodes também abriga o gonóporo masculino.
A região do abdome é a região mais posterior, e possui apêndices que recebem o nome de pleópodes. No grupo dos Astacidea, de forma geral, eles não apresentam o primeiro par de pleópodes bem desenvolvido, enquanto que os quatro demais pares de pleópodes apresentam anatomia semelhante entre si, auxiliando no posicionamento e locomoção do animal. A região do abdome termina em um leque caudal, uma estrutura de anatomia semelhante a um leque, que é muito importante na natação, principalmente em situações de fuga. O leque caudal é formado pela estrutura do télson, prolongamento rígido ao final do abdome, que sustenta os urópodes, estruturas achatadas ligadas ao télson, bem desenvolvidas nos Astacidea.

## Fisiologia

### Órgãos Sensoriais
Os Astacidea apresentam uma grande variedade de estruturas receptivas que permitem a eles a percepção e compreensão do mundo que os rodeia, essencial para a sua sobrevivência. Como uma das estruturas principais, relacionados com a recepção de informações luminosas, têm-se a presença de um par de olhos compostos suspensos por um pedúnculo, e podem se movem em quase todas as direções graças à músculos oculares. Um detalhe interessante nos olhos desses crustáceos é a capacidade de alterar sua sensibilidade à luz, dependendo da quantidade de luz do ambiente em que se encontram, pela mobilização dos pigmentos presentes nos olhos, em que: em condições de baixa luminosidade, os pigmentos se retraem, permitindo uma maior captação de luz de todas as direções, permitindo que o animal enxergue mesmo em condições de baixa luminosidade; já em condições de alta luminosidade, os pigmentos se separam em cada olho, permitindo uma captura de imagem, permitindo melhor acuidade e detecção de imagens em movimento. Além disso, é sabido também da capacidade desses animais de enxergar cores, pois é conhecido que apresentam pelo menos dois receptores que distinguem cores, porém ainda não é totalmente conhecido o espectro de observação.
Outra classe de receptores bem importantes, é a de mecanorreceptores, com funções táteis e hidrodinâmicas, que recobrem praticamente todo o corpo do animal. Como os tipos principais de receptores, há as cerdas sensoriais, que se espalham por quase toda a superfície do corpo, associadas à recepção de sinais de intensidade média; há também os estatocistos, órgãos localizados na parte basal das antênulas, que consiste em uma câmara quitinosa que contém um estatólito, composto de pequenos grãos de sal, no seu interior, que tem função principal de manutenção do equilíbrio e percepção da força da gravidade; como outro tipo importante, estão os receptores hidrodinâmicos, essenciais na percepção da direção do fluxo de água, vital para atividades como natação, fuga e predação.

### Sistema Respiratório

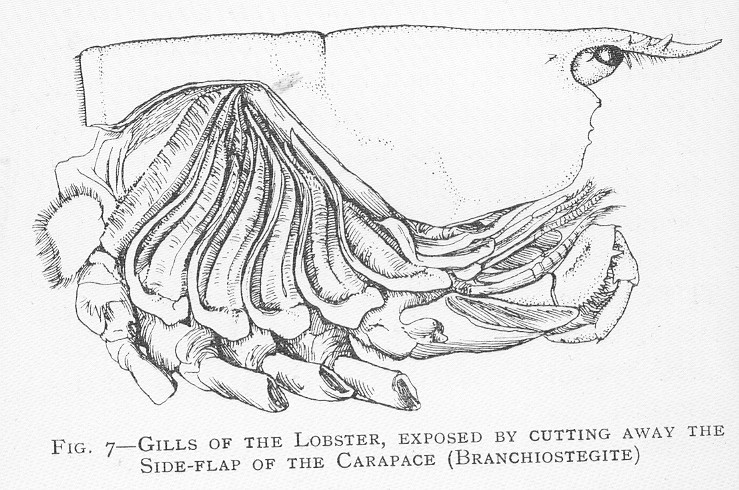
Ilustração das brânquias de um Homarus americanus, que teve a câmara branquial removida para visualização das estruturas respiratórias

O sistema respiratório desses animais, assim como na maioria dos crustáceos, tem como estruturas principais para trocas gasosas as brânquias. Nos Astacidea, elas se localizam na região do cefalotórax, na região lateral em ambos os lados, confinadas dentro da câmara branquial, estrutura de proteção formada pela carapaça. Essas estruturas têm como função principal de trocas gasosas, mas não só isso, mas também participam da osmorregulação e alguns autores também já observaram funções excretoras de nitrogênio nessas estruturas. A funções das brânquias está associada com a posição em se encontra na câmara branquial: as brânquias mais anteriores estão principalmente associadas à com a função de troca gasosa, enquanto que as brânquias mais posteriores atuam na osmorregulação e excreção.
Para que haja troca gasosa, é necessário que haja um constante fluxo de água por entre as brânquias, mas a presença de uma câmara branquial, apesar de garantir proteção às estruturas respiratórias, ela acabaria por dificultar o contato direto com o fluxo de água. Entretanto, isso é contornado graças à presença de exopoditos alongados na base do segundo par de maxilas, chamados de escafognatitos, que mantém um batimento constante para gerar uma corrente por entre os orifícios da câmara branquial.

## Comportamento

### Construção de galerias

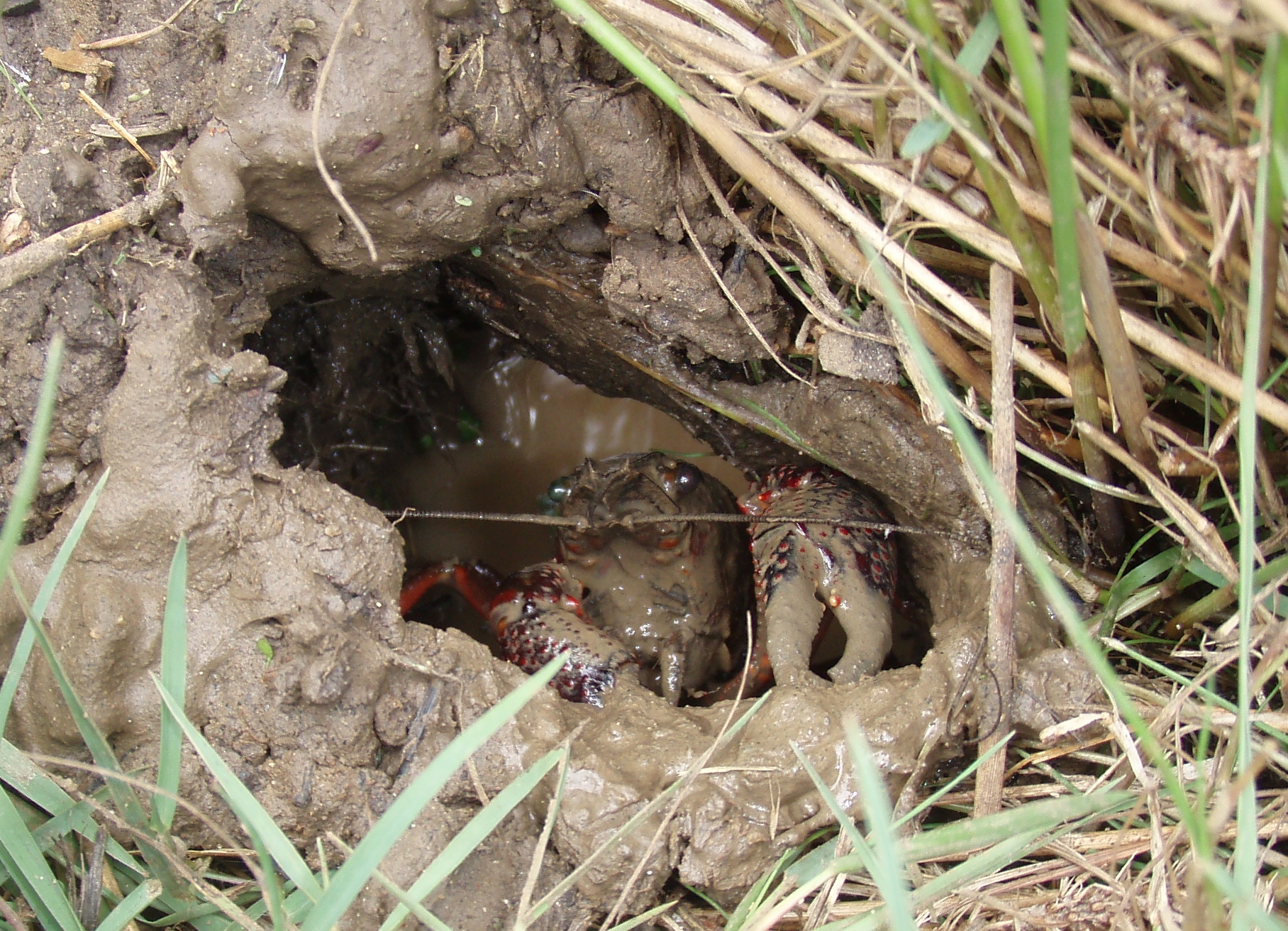
Lagostim dentro de sua toca (Vale notar que ele mantém o interior da construção alagado).

Um hábito apresentado por grande parte das lagostas e lagostins desse grupo é a escavação e construção de tocas, que podem ir de simples buracos com uma abertura de entrada e saída próximos a rochas, à construção de estruturas mais complexas. A construção dessas tocas é um importante comportamento para a sobrevivência das lagostas e lagostins, atuando como refúgio contra mudanças de condições do ambiente (como variações extremas de temperatura ou de regime de água), esconderijo contra predadores, e abrigo em fases do ciclo de vida delicadas para a sobrevivência do animal, como fase reprodutiva e de muda.

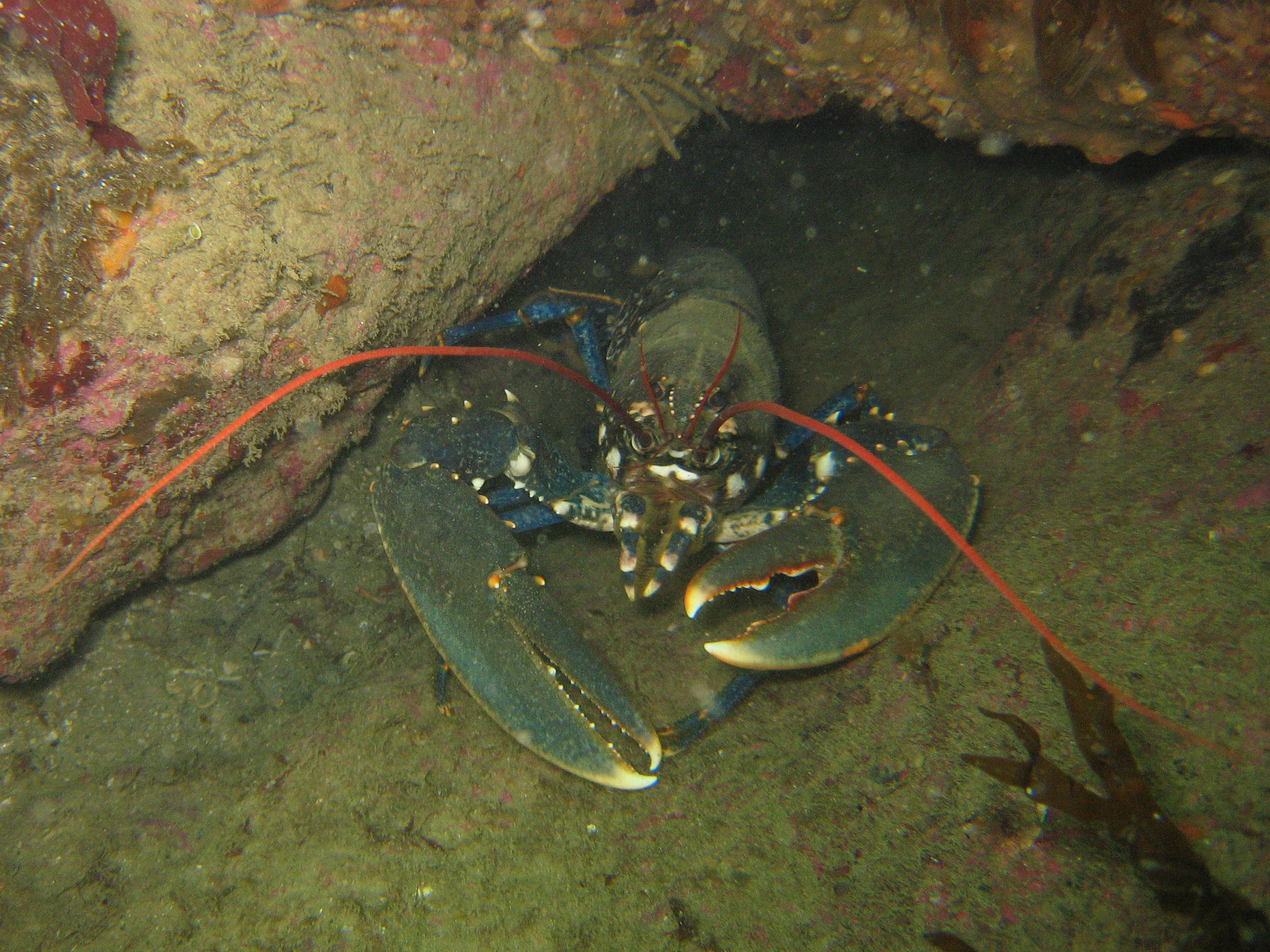
Homarus gammarus deixando sua toca -construída abaixo de uma formação rochosa.

Para as espécies lagostim de água doce, onde esse comportamento é mais bem estudado, uma grande quantidade das espécies conhecidas apresenta a construção de tocas, e até galerias, como uma característica presente. A complexidade da construção das tocas varia não só dependendo do hábito da espécie, mas da condição ambiental que o indivíduo está inserido, levando em conta as condições ambientais locais e a densidade populacional. Podem apresentar hábito solitário, quanto ao convívio nas tocas, ou podem compartilhar a toca com um parceiro. Geralmente, elas são classificadas em três categorias gerais:
1. Espécies que passam quase toda a sua vida dentro dos abrigos, e sai em raras ocasiões, na procura de alimento e de parceiros, chamados de Enterradores primários. Geralmente, as tocas construídas por essas espécies podem ser bem complexas, sendo um bom exemplo dessa categoria o Procamburus hagenianus, que pode construir tocas que variam de 0,9 a 4,5 metros de profundidade.
2. Espécies que constroem suas tocas em regiões que sofrem inundações sazonais, em que os animais se enterram principalmente quando a água regride.
3. Espécies que se enterram somente em momentos específicos do ciclo de vida, como em situações de seca ou com a chegada do inverno. Nesse grupo, é observado que algumas espécies conseguem fazer tocas muito complexas, cavando abaixo do nível da água, e formando galerias que se estendem para todos os lados.

Em espécies de lagostas marinhas, como a Homarus vulgaris, a lagosta europeia cava suas tocas próximas de regiões rochosas . O mesmo é observado na espécie Homarus americanus, que se enterra em depressões de solos lamacentos, em que é possível a construção de tocas mais permanentes, próximas a terrenos rochosos. Nessas espécies, essas escavações conseguem ser feitas desde as fases juvenis.

### Agonismo
A interação agonística, ou seja, o encontro agressivo entre dois indivíduos no estabelecimento de uma hierarquia social é um comportamento observado em diversos grupos, e dentre as lagostas e lagostins ele é bastante visto na natureza. Esse tipo de interação geralmente se deve a disputa de recursos do ambiente, como alimento ou parceiros sexuais. O padrão observado em algumas espécies de Astacidea, como Nephrops norvegicus, Homarus americanus e Faxonius rusticus, apresentam esse tipo de comportamento, e o recurso principal disputado é o espaço para a formação de tocas, essencial para a sobrevivência e reprodução de indivíduos dessas espécies. Outro recurso importante, de elevada taxa de disputa é a seleção de parceiros sexuais, mas essa seleção também tem direta relação com a presença e qualidade da toca que o macho possui. No caso da Homarus americanus, a seleção da toca está relacionada principalmente ao tamanho, em que indivíduos de maior hierarquia social apresentam tocas maiores, capazes de comportar o macho e a fêmea.
O estabelecimento de uma alta posição hierárquica está relacionado com um conjunto de características morfológicas e comportamentais, que vão desde tamanho, sexo, tamanho das quelípedes e estado físico até conhecimentos acerca dos valores dos recursos e de posses. Como vantagens observadas ao alcançar um status mais elevado na hierarquia há a manutenção de maiores distâncias entre outros indivíduos da mesma espécie, característica essa relacionada com a obtenção mais facilitada de certos recursos, como maiores tocas, e maior número de parceiros e de alimento.
Em muitos grupos de animais, o status pode ser percebido e comunicado através os mais diferentes tipos de sinalizações. Nas lagostas e lagonstins, os feromônios parecem ser o principal mecanismo de informação de status, em que apenas utilizando o “olfato” um indivíduo consegue determinar a dominância exercida por outro, mecanismo esse importante na prevenção de um possível conflito. Como fonte principal desses feromônios, observa-se que eles vêm principalmente da urina que é excretada, um modo presente em grande parte dos Astacidea.
Em Orconectes virilis, foram observados quatro tipos principais de comportamentos relacionados ao encontro de dois indivíduos:
1. Evitar o conflito, em que o animal recua diante de um outro de maior dominância.
2. Ameaça, pela colocação das quelas em posição de ataque
3. Ataque, que corresponde a uma investida unilateral, geralmente utilizando os quelípedes
4. Luta, em que ambos os envolvidos travam suas quelas, e usam suas pernas para se alavancar contra o oponente. É o comportamento de maior gasto energético.

## Conservação

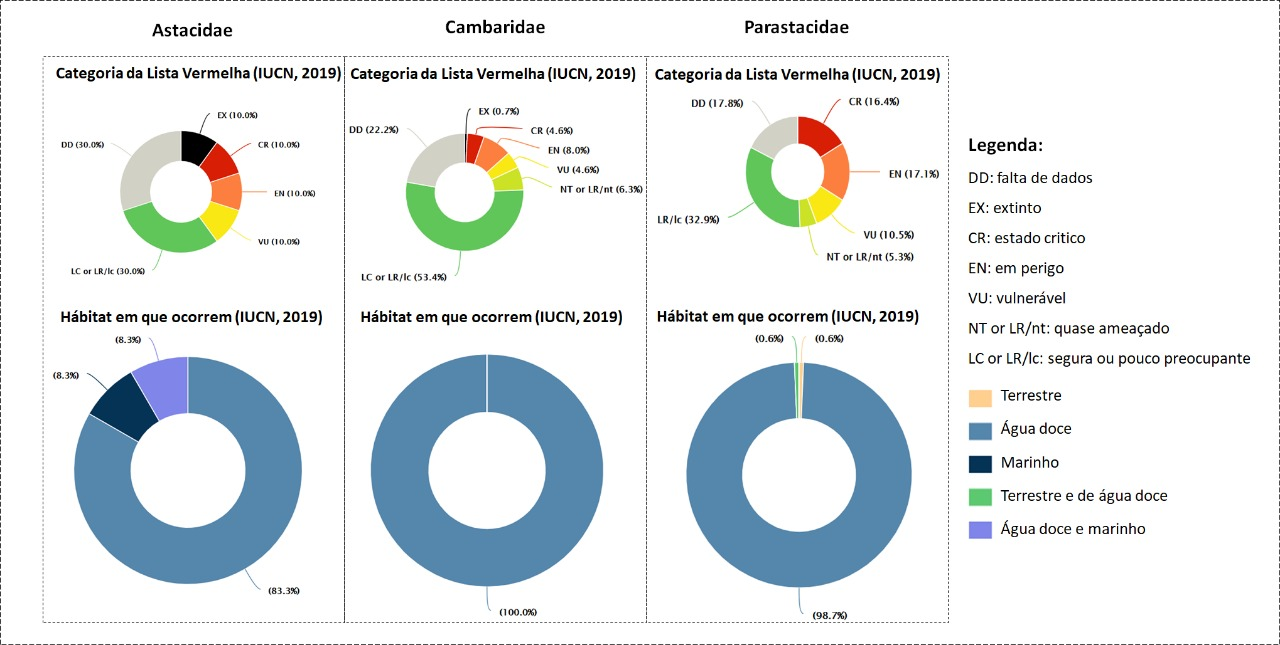
Gráficos da situação das espécies de Astacidea quanto ao risco de extinção - Dados e gráficos retirados de: https://www.iucnredlist.org/

Como dito anteriormente, Astacidea engloba animais que podem ser encontrados em diversas regiões do globo terrestre, o que irá refletir diretamente na diversidade de habitats que esse grupo pode ter. Desse modo, eles podem ser encontrados em rios, lagos, oceanos e até mesmo em galerias terrestres, sendo um dos grupos com maiores indivíduos nos locais em se encontram, representando um papel fundamental na estruturação e funcionalidade de diversos ecossistemas aos quais eles estão inseridos. Além disso, lagostas e lagostins são consumidos em diversos locais, como em Madagascar, Europa e China, de modo a representar uma significativa importância econômica frente a necessidade desses alimentos. Nota-se que, tanto na questão ambiental quanto social, essas espécies exibem relevância quanto a sua conservação.
Além disso, mesmo com sua larga distribuição, a maior diversidade de organismos se encontra na América do Norte e Austrália, o que torna esses locais necessários de atenção quanto a sua conservação. Neste contexto, diversas ameaças podem ser encontradas, sendo sua relevância diferentes para cada localidade e apontadas como fatores de diminuição da biodiversidade de Astacidea. Entretanto, as que se mostram mais expressivas são as resultante de introdução de outras espécies desse grupo em ambientes aos quais elas não são naturais com o propósito intencional de uso como fonte de alimento, ou ainda não intencional de uso em iscas e como animais de estimação. Outra questão relacionada a essa ameaça é o uso de diversas espécies como animais de estimação e, consequentemente, sua introdução a natureza. Tal fenômeno, principalmente pela competição por alimento (América do Norte) e organismos comensais carregados pelas espécies não nativas (Europa), tem afetado espécies nativas ao promover seu drástico declínio.
Além disso, estimativas preveem que cerca de 48% das espécies nativas da América do Norte e 25% da Austrália estão ameaçadas de extinção. De acordo com o projeto de conservação da natureza internacional, o chamado International Union for Conservation of Nature (IUCN), 10% das espécies da família Astacidae então em estado crítico de extinção, 4,6% de Cambaridae e 16,4% de Parastacidae.
De modo geral, a preservação destas espécies não é uma prioridade de diversos países, apesar de sua relevância econômica, social e ambiental. Certas ações são necessária para promover a preservação dessas espécies no futuro, sendo a mais relevante e de maior impacto a incorporação da economia nos planos de conservação, de modo a se proteger os habitats destas espécies frente às ações antropogênicas.

## Reprodução

### Dimorfismo sexual
No começo da maturidade sexual, o dimorfismo começa a ser mais evidente: os machos possuem garras mais amplas e mais longas que as fêmeas. Isso acontece em A. pallipes, Orconectes palmen e Faxonella clypeata. Assim, as garras passaram a ter menos envolvimento com alimentação e comportamento e mais com a reprodução. Machos com garras maiores conseguem copular com fêmeas maiores, além de melhorarem as chances de fecundação, determinam também maior superioridade durante uma luta entre machos.
Já as fêmeas possuem um abdômen mais amplo em relação aos machos. Esse abdômen oferece à fêmea maior eficiência em carregar os ovos.

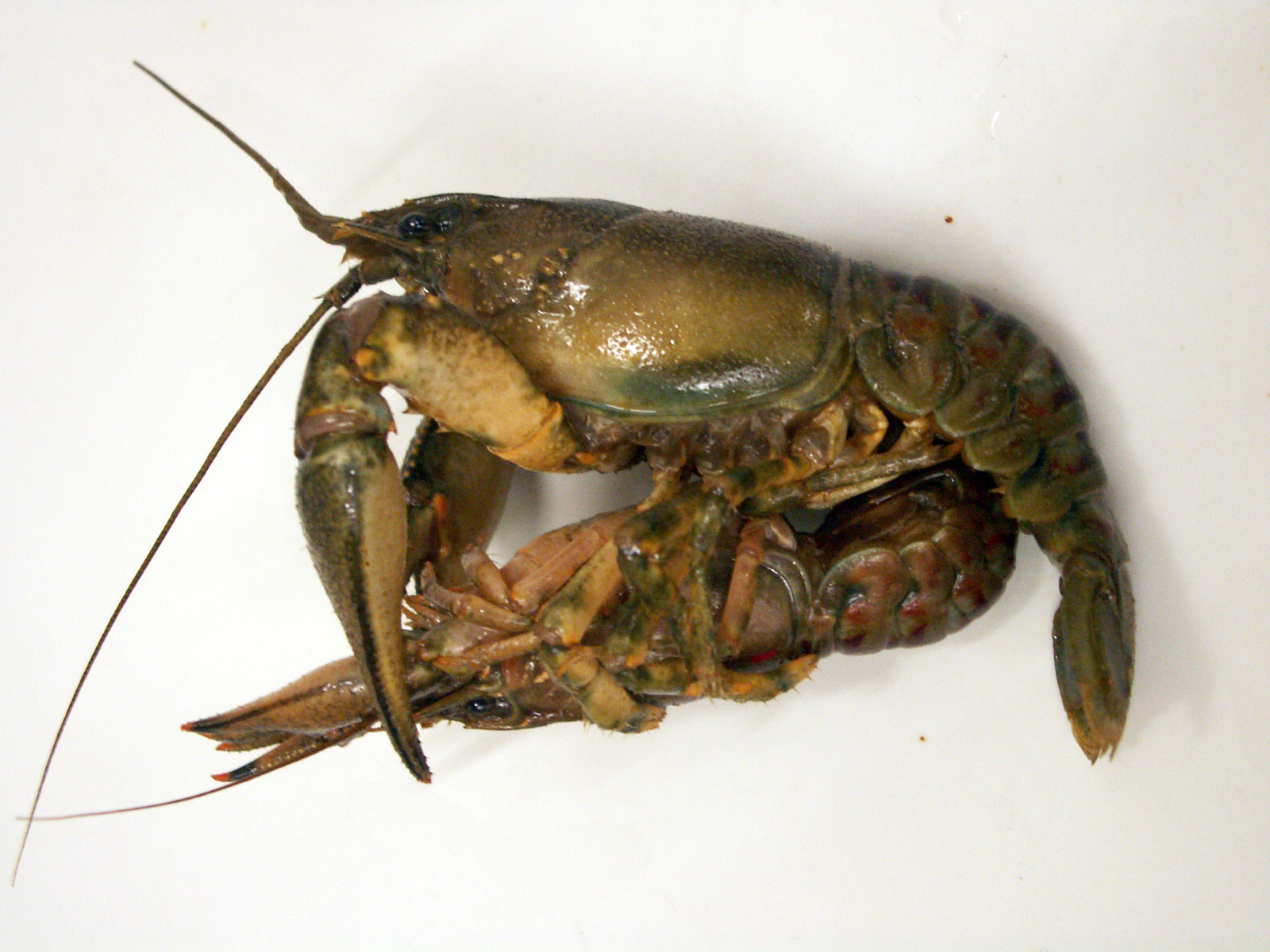
Um casal de Orconectes obscurus durante a cópula

### Comportamento sexual
Geralmente, são as fêmeas que escolhem o companheiro sexual, sendo que este deve demonstrar um grande investimento, no sentido de produção de espermatóforos. Outro requisito que pode ser levado em conta é quando o macho divide com a fêmea os gastos parentais.
Logo após a cópula, ocorre a desova ocorre no outono, os ovos são carregados durante o inverno e primavera. Depois que os ovos chocarem, os filhotes ainda permanecem com a mãe, em seus pleópodes, pelo menos durante dois estágios do seu desenvolvimento. Os machos também possuem alto investimento produzindo espermatóforos e, mesmo que possa copular com outras fêmeas no mesmo período reprodutivo, o tempo curto de reprodução dificulta o encontro de até mesmo uma parceira.
Em muitas espécies, há conflitos entre machos, disputando uma fêmea. Há conflitos tanto pré-cópula quanto pós-cópula. Na pré-cópula, podemos citar a espécie A. pallipes, os quais os machos maiores lutavam e matavam os menores antes de qualquer comportamento sexual se manifestar. Já após a cópula, algumas espécies depositam uma estrutura na abertura da fêmea que serve tanto como proteção para os espermatozoides não serem diluídos na água quanto para prevenir outras transferências de espermatozoides por outros machos. Porém, algumas espécies possuem um aparato, chamada de estilete, que pode ser utilizada para remover essa estrutura que impede a transferência de espermatozoides.

### Odor
Muitos crustáceos utilizam de compostos químicos para sentir odores, tais como para alimentação, comunicação, além de identificação, localização e reconhecimento sexual para o acasalamento. A detecção desses compostos ocorre via quimiorreceptores periféricos, localizados nas antênulas. Nos lagostins, os odores reprodutivos tiveram respostas como a atração, tentativa de cópula, decaimento da agressão, aumento da mobilidade e da quantidade de urina excretada, sendo que este pode estar relacionado a fêmea, uma vez que acredita-se que os sinais reprodutivos estão presentes em sua urina.
A quela (quelípede) pode ter um papel importante na percepção dos sinais, uma vez que foi observado que houve um aumento na agitação das quelas quando estão em presença de certos odores coespecíficos, ou seja, podem ter estruturas para quimiorrecepção. Esse comportamento pode ser comparado com a agitação das antênulas, que facilitam o movimento dos compostos químicos até as células sensoriais.
A percepção ocorre da seguinte forma: o macho usa as quelípedes para obter informações para discriminar o odor da fêmea de outros odores, assim que localiza a fonte, agita suas quelas para provar o odor e, por fim, utiliza as quelípedes para manusear a fonte do odor.

### Acasalamento
Há vários padrões de acasalamento, um deles, na espécie A. pallipes, é dividido em três fases: contato, virar a fêmea e a cópula. A fêmea demonstra sua aprovação do parceiro ficando imóvel, o que garante o sucesso da cópula.

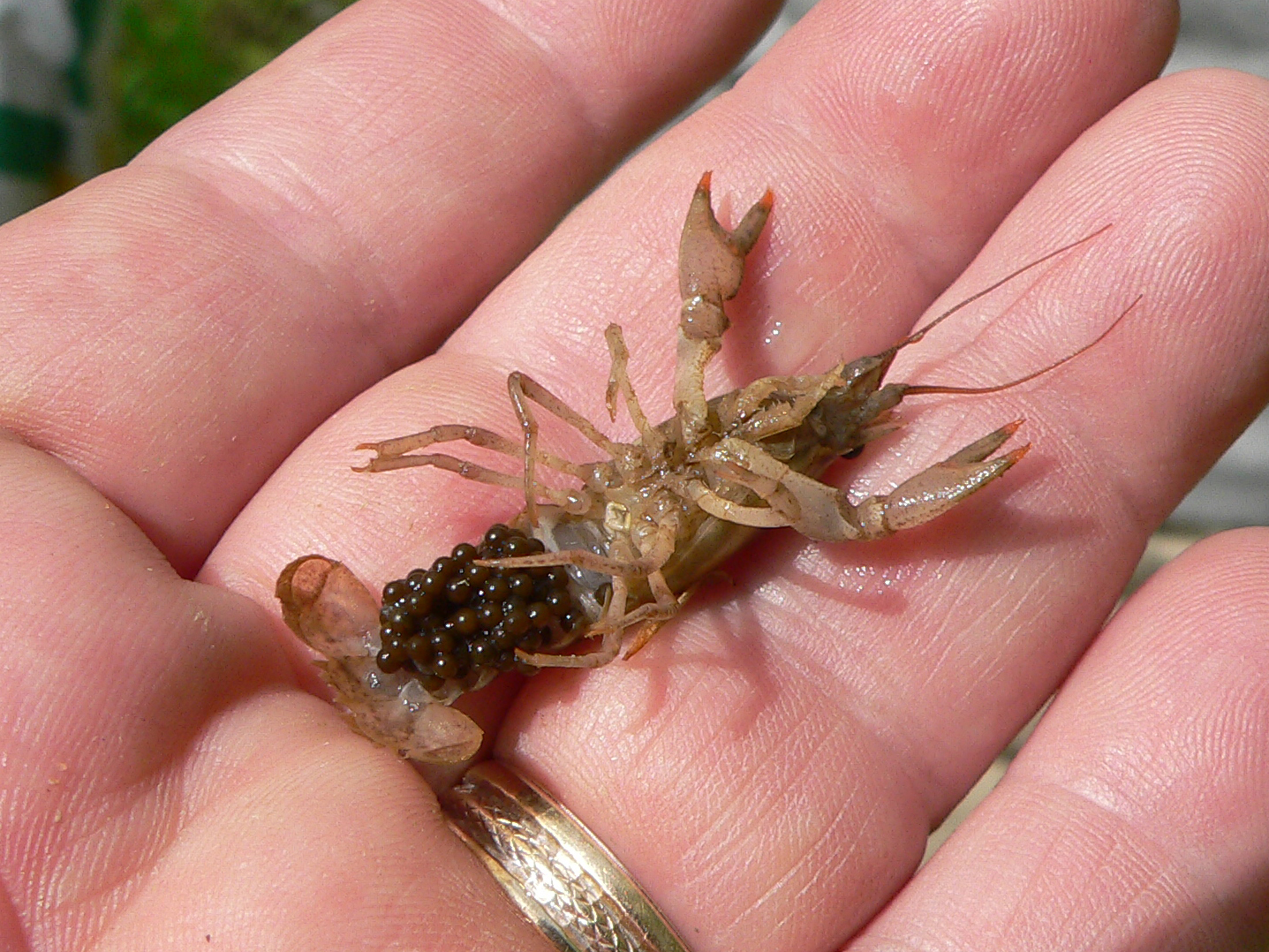
Ovos de lagostim anexados a mãe

### Cuidado parental
Em várias espécies, as fêmeas limpam sua superfície ventral, os pleópodes em particular, com uma alta intensidade e frequência. Os ovos são anexados a fêmea durante um período intenso de contrações e de alta movimentação dos urópodes e pleópodes. Após o processo, ela limpa os ovos com seus apêndices torácicos e os areja com a movimentação dos pleópodes. Nesta limpeza, pode remover possíveis ovos doentes que foram anexados a ela.
Os estágios iniciais do lagostim não são planctônicos e não sofrem grandes metamorfoses, eles se assemelham ao adultos e ainda permanecem nos pléopodes da mãe após chocarem. Os filhotes começam a nadar e andar, na transição do segundo para o terceiro estágio, apenas alguns centímetros longe da mãe. Assim, os estágios que apresentam respostas positivas a mãe, demonstram maior agregação entre ambos, enquanto os estágios que apresentam respostas negativas, geram um comportamento mais agressivo. Em casos de qualquer distúrbio, os filhotes voltam rapidamente para a mãe, portanto, a proteção contra predadores é a principal função do cuidado parental após os ovos chocarem.
O canibalismo é presente em algumas espécies de lagostins, porém, quando a mãe está carregando seus filhotes, é inibido. A presença destes nos pleópodes mantém a fêmea no seu estado maternal. Assim, sem esse contato físico, as fêmeas começam a se alimentar dos filhotes e não produzem mais o feromônio maternal. Isso pode ocorrer mesmo que tenha uma grande quantidade de filhotes no ambiente e no caso de ter poucos destes anexados a mãe.

## Relação com os humanos

### Criação em cativeiro

#### Brasil
Algumas espécies brasileiras de água doce representam grande importância na biodiversidade. A espécie Parastacus brasiliensis, por exemplo, está presente no livro de espécies ameaçadas como vulnerável. Portanto, a coleta desses animais está suspensa atualmente. Porém, é uma espécie que é recorrente em criação de cativeiro e existem alguns projetos que estudam a possibilidade de utilizar este lagostim como modelo animal nativo para atividades didáticas e experimentais, em escolas de ensino fundamental. É uma espécie que se reproduz rápido, criado com relativa facilidade, baixa taxa de mortalidade na maior parte do período, e grande resistência à manipulação.

#### Estados Unidos
O Procambarus clarkii é muito resistente e pode ser criado em aquários. Pode ser agressivo, por isso não é recomendável que ele seja criado com outras espécies de peixes, principalmente se forem menores que ele. Estes têm hábitos noturnos e não gostam de muita luz. É preciso ter bastante cuidado com a qualidade da água, pois mesmo que o aquário tenha filtro com aeração, devem ocorrer trocas de águas constantes. Também é bom cobrir o aquário com tela, pois os lagostins podem fugir. Assim, apesar de conseguirem se manter por algum tempo fora da água, eles morrem se a carapaça seca.

### Culinária

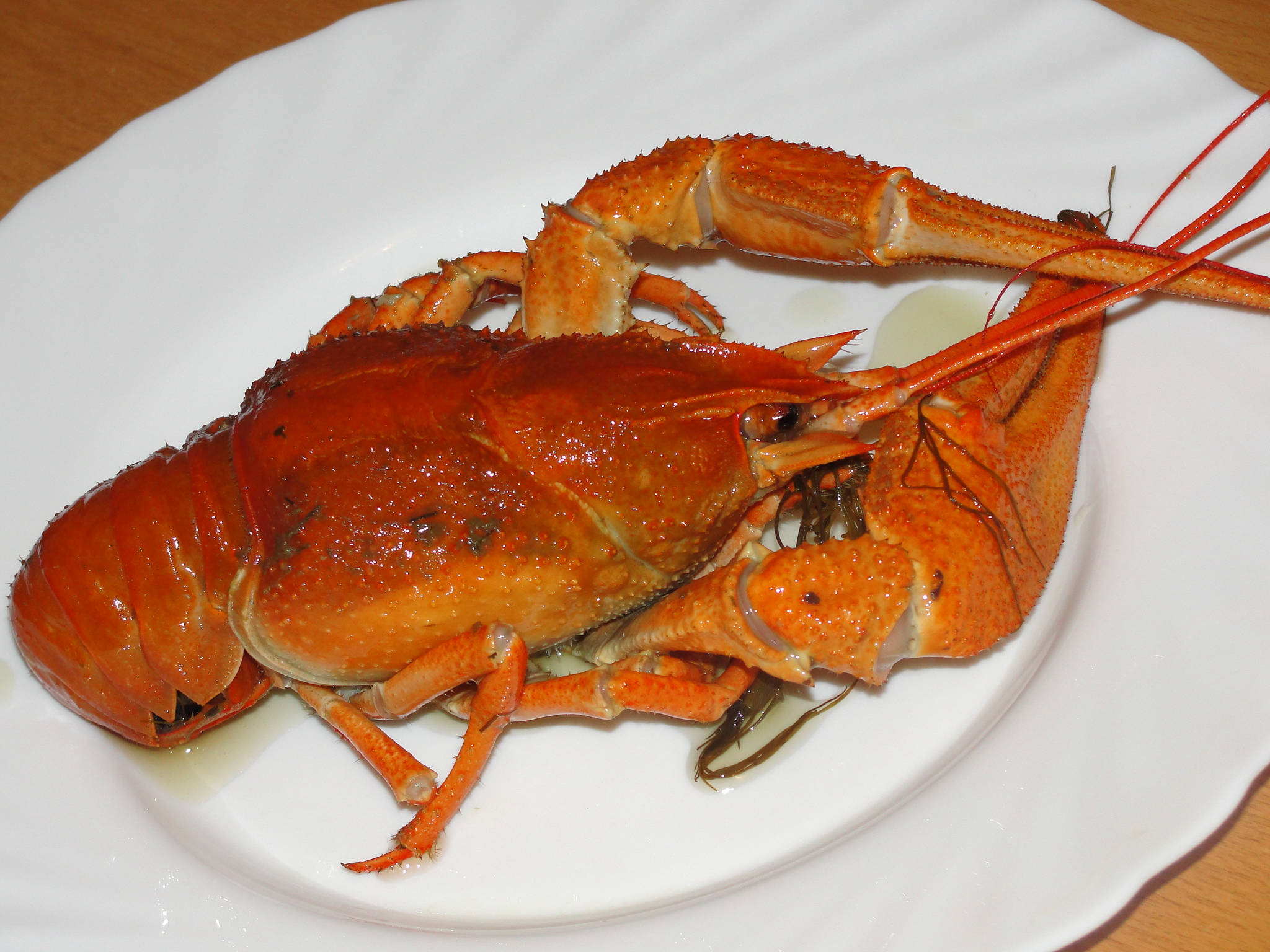
Lagostim cozido, pronto para alimentação

O lagostim de água doce, Procambarus clarkii, é comestível, mas vem sendo utilizado como animal ornamental e de estimação. É utilizado como alimentação principalmente nos Estados Unidos, Camboja, Europa, China, África, Austrália, Tailândia, Canadá, Nova Zelândia e o Caribe.

### Invasão e impactos
O Procambarus clarkii teve sua introdução acidental representa a principal forma de invasão na maioria dos países. É usado como agente de controle biológico da esquistossomose na África.

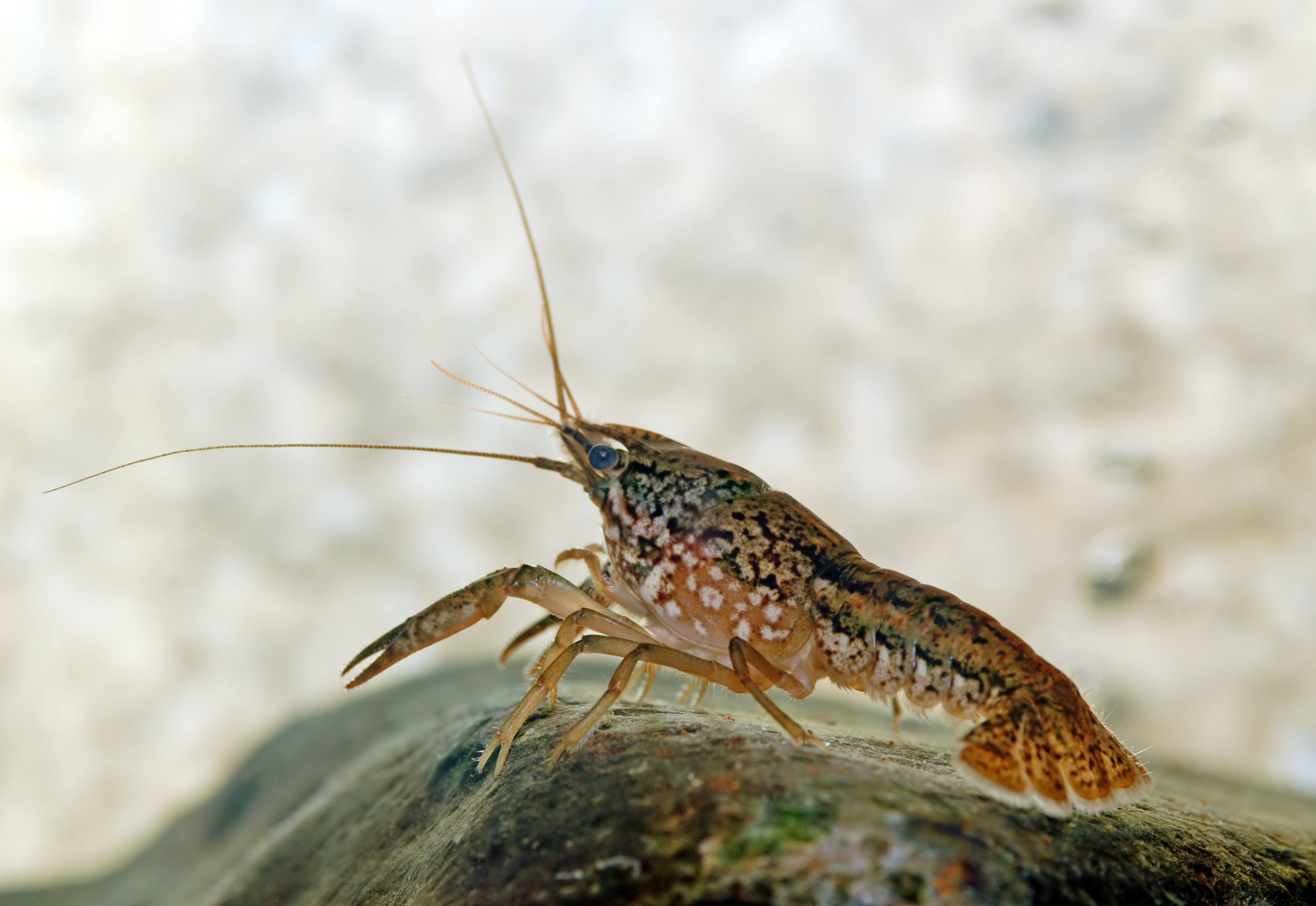
Procambarus sp.

São vetores do fungo Aphanomyces astaci, conhecido como “praga do lagostim”, responsável pela dizimação de uma grande população de lagostins nativos europeus. Acumulam metais pesados e toxinas, podendo intoxicar seres humanos e outros animais que deles se alimentam. Competem com lagostins nativos, além de predação e competição com outros organismos, como anfíbios, moluscos e peixes. Causam uma série de impactos negativos em atividades de pesca e agricultura (como rizicultura), construindo tocas, destruindo barragens, levando a vazamentos de água.
O Procambarus virginalis se propagaram rapidamente no aquário e, depois que foi descoberto que um indivíduo podia produzir centenas de ovos de uma vez, já estavam em várias lojas de aquarismo e até na vida selvagem, devido provavelmente a soltura por humanos. Uma fêmea dessa espécie, possivelmente vinda da Alemanha, sofreu uma mutação que a levou a ter três pares de cromossomos em vez de dois. Além de não apresentar má formações que a impedissem de sobreviver, esta desenvolveu a capacidade de produzir lagostins fêmeas com os mesmos três pares de cromossomos. Todas elas eram um clone da mãe, nascidas através da partenogênese.

## Lagostas e lagostins no Brasil
De modo geral, diversos organismos exóticos têm sido introduzidos em águas brasileiras, entre eles vários crustáceos decápodes marinhos e dulcícolas. Juntas, as regiões sudeste e sul concentram 81,25% dos casos de introdução de crustáceos decápodes exóticos no Brasil, enquanto a região nordeste responde 18,75% das introduções. Neste âmbito da introdução de espécies não nativas aos habitats naturais e sua ameaça a biodiversidade, o Brasil se mostra um dos países em que esse fenômeno é um problemas as espécies nativas de Astacidae, principalmente no que diz respeito ao aquarismo e sua ameaça ao permitir essa introdução. Para tal, nota-se que no final dos anos 90 novas medidas de regulação da importação de lagostas e lagostins foram feitas a fim de controlar o manejo destas espécies não nativas, isso em resposta a grande ameaça representada